# Miguel Abia Biteo Boricó
Miguel Abia Biteo Boricó (Baney, 11 de enero de 1961-Malabo, 6 de diciembre de 2012) fue un ingeniero y político ecuatoguineano que ocupó el cargo primer ministro de su país desde el 14 de julio de 2004 hasta el 14 de agosto de 2006.

## Biografía
Era natural del Consejo de Poblado de Bososo perteneciente al distrito de Santiago de Baney en la isla de Bioko. Pertenecía a la etnia bubi, segunda etnia más numerosa de las cinco que conforman la República de Guinea Ecuatorial. Biteo estudió en la Unión Soviética, donde se graduó de ingeniero de minas. Luego de retornar a Guinea Ecuatorial comenzó a trabajar para el Gobierno y hasta su muerte estuvo vinculado a la dictadura de Teodoro Obiang Nguema Mbasogo. Fue ministro de Finanzas desde 1999 hasta el 2000, cuando fue forzado a renunciar por un escándalo de corrupción. Su gran cercanía al dictador Teodoro Obiang, le condujo a ser nombrado primer ministro. Fue cesado como jefe de Gobierno el 10 de agosto del 2006, siendo sustituido por Ricardo Mangue Obama Nfubea. Era un conocedor del mundo interno del régimen de Obiang, aunque algunos halcones de esa dictadura le acusaban de pertenecer al clandestino Movimiento para la Autodeterminación de la Isla de Bioko (MAIB). Fue nombrado ministro de Trabajo y de la Seguridad Social en el último Gobierno.
Falleció el 6 de diciembre de 2012 a raíz de un infarto de miocardio, al salir de una reunión en la Presidencia de la República en Malabo. Siendo todavía ministro de Trabajo y Seguridad Social de Guinea Ecuatorial.